# Astrenis brunneofacies
Astrenis brunneofacies là một loài tò vò trong họ Ichneumonidae.